# 邁奈耶勒堡
36°44′30″N 3°43′23″E / 36.741667°N 3.723056°E

邁奈耶勒堡（阿拉伯语：‎），是阿爾及利亞的城鎮，位於該國北部，由布米爾達斯省負責管轄，是邁奈耶勒堡區的首府，距離提濟烏祖32公里，海拔高度33米，2008年人口64,820。